# 礼州站
礼州站是一个成昆线上的铁路车站，位于四川省凉山彝族自治州西昌市礼州镇，建于1970年，目前为四等站，邮政编码为615014。车站目前不办理客运业务；货运办理除散堆装以外的整车货物发到，货源覆盖礼州镇和西宁镇，主要到发品为蔬菜、粮食及化肥类。
车站货场4202平方米，其中仓库面积417平方米、站台面积738平方米、露天货区面积3047平方米。